# Chrysanthrax hircinus
Chrysanthrax hircinus är en tvåvingeart som först beskrevs av Daniel William Coquillett 1892.  Chrysanthrax hircinus ingår i släktet Chrysanthrax och familjen svävflugor.
Artens utbredningsområde är Kalifornien. Inga underarter finns listade i Catalogue of Life.